# 立川談志 (6代目)
六代目 立川 談志（たてかわ だんし、1888年12月18日 - 1952年2月7日）は、落語家。本名：竹内 栄次郎。俗に十八番ネタから「俥屋の談志」、「反対俥の談志」や性格の良さから「お結構の談志」といわれた。生前は落語協会所属。

## 経歴
東京駒込の出身。勧工場（明治時代の百貨店）の店員から1910年4月に五代目三升家小勝一門で三升家勝路の名をもらう。翌年ころには、師匠小勝の義理の娘の婿になって小勝の前名春風亭柳條（柳条）に改名。
1913年に、七代目朝寝坊むらく一門で朝寝坊夢輔に改名。1914年、5年ころに朝寝坊のらくと改名。翌年ころに小勝一門に戻り、夢の家市兵衛となる。1917年12月に真打昇進し、六代目立川談志を襲名。

## 芸歴
- 1910年4月∶五代目三升家小勝に入門、「勝路」となる。
- 1910年∶春風亭柳條に改名。
- 1913年∶七代目朝寝坊むらく門下に移籍し、「夢輔」に改名。
- 1914年∶朝寝坊のらくと改名。
- 1915年∶五代目三升家小勝一門に戻り、「夢の家市兵衛」となる。
- 1917年12月∶真打昇進、六代目立川談志を襲名。

## 人物
ネタの多くは圓馬の巡業に随行していたので、圓馬系の芝居噺や人情噺を得意としていた。しかし、容貌に滑稽味があり太って童顔で噺家向きの容姿であったところから、人情噺に適さなかったのか、『お七』『締め込み』を得意としていた。他にも『反対俥』を最も得意とし、駒込坂下界隈で「人力車の話をする…」と居場所が聞けば、即座に家が知られたというほどの売れ方だった。
六代目の音源はレコード、CD共に現在まで一度も発売されていない。

## 弟子
- 立川談七